# Past the Mission
Past the Mission è un singolo della cantautrice statunitense Tori Amos, pubblicato nel 1994 ed estratto dall'album Under the Pink.

## Tracce
- 7"

1. Past the Mission (LP edition)
2. Past The Mission (live in Chicago March 1994)